# Théodore Drouhet
Théodore Drouhet est un homme politique français né le 4 avril 1817 à La Rochelle et mort le 18 octobre 1904 à Paris 5e.

## Biographie
Théodore Drouhet est le fils de Jacques Joseph Drouhet, capitaine d'infanterie, et de Jeanne Dorais.
Il est enseignant de profession. En 1845, il crée son propre établissement École Joinville qui fait concurrence au collège royal de Bourbon. L'administration coloniale lui propose alors le poste de proviseur du collège afin de mettre un terme au conflit. Il deviendra proviseur jusqu'en 1869 pour se tourner vers le journalisme.
Il entre au Sénat français en tant que sénateur de La Réunion le 28 septembre 1890 puis est réélu le 7 janvier 1894 et le 4 janvier 1903, ce qui l'amène à exercer ses fonctions jusqu'à son décès.
Il a été inhumé au cimetière Montmartre, dans la tombe de son demi-frère, Martial-Léon Drouhet, (1826-1864), dans la 27e division, 4e ligne, n° 38, avenue Berlioz, concession n° 14P-1865, la tombe au nom de Drouhet est visible de l’avenue Berlioz.